# A-WA
A-WA ("Sí" en árabe) es una banda israelí compuesta por las tres hermanas Tair, Liron y Tagel Haim. Su sencillo Habib Galbi (“Amor de mi corazón”) se ha convertido en un éxito a nivel mundial, con su música tradicional yemenita mezclada con hip-hop y música electrónica.

## Orígenes
Nacidas en el poblamiento comunal de Shaharut, una comunidad de aproximadamente 30 familias en el desértico valle de Aravá al sur de Israel, las hermanas Haim son hijas de padre de origen judío yemenita y una madre de origen mixto ucraniano y marroquí. Sus abuelos paternos son originalmente de Sana'a y fueron traídos a Israel durante la Operación Alfombra Mágica. Durante su niñez y adolescencia, las hermanas Haim solían pasar la mayoría de sus vacaciones con sus abuelos paternos, cantando piyyutim, poemas litúrgicos tradicionales en hebreo y arameo, así como canciones tradicionales yemenitas en árabe que solían ser cantadas por mujeres. Un día, las hermanas Haim descubrieron grabación de “Habib Galbi” de la década de 1960, del cantante israelí de origen yemenita Shlomo Moga'av. Fue la primera vez que escucharon la canción en una grabación (la habían aprendido de manera oral en su familia) y se sorprendieron de escuchar a un hombre cantándola, ya que la canción versa en primera persona sobre una mujer cuyo amor le ha abandonado.

### Vida personal
Los padres de las hermanas Haim, Shmulik y Naama, son arquitecto y terapeuta holística, respectivamente.
En sus vidas privadas, Tair tiene una licenciatura en música del Levinsky College, mientras que Liron es arquitecta y Tagel es diseñadora gráfica e ilustradora. También tienen dos hermanas más jóvenes, Shir y Tzlil, y un hermano, Evyatar, quién es ingeniero de sonido y estuvo implicado en la producción del álbum Habib Galbi.

## Carrera

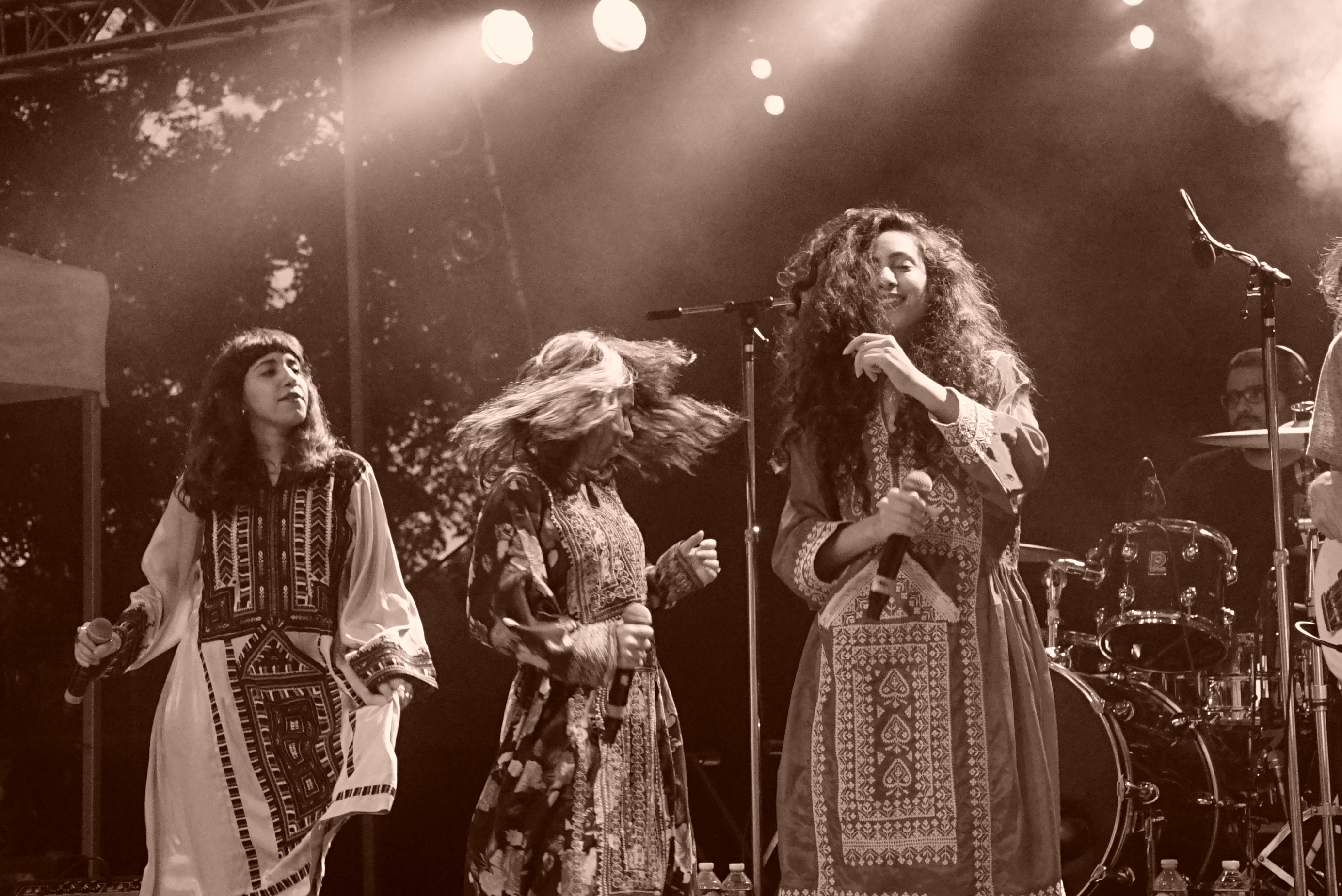
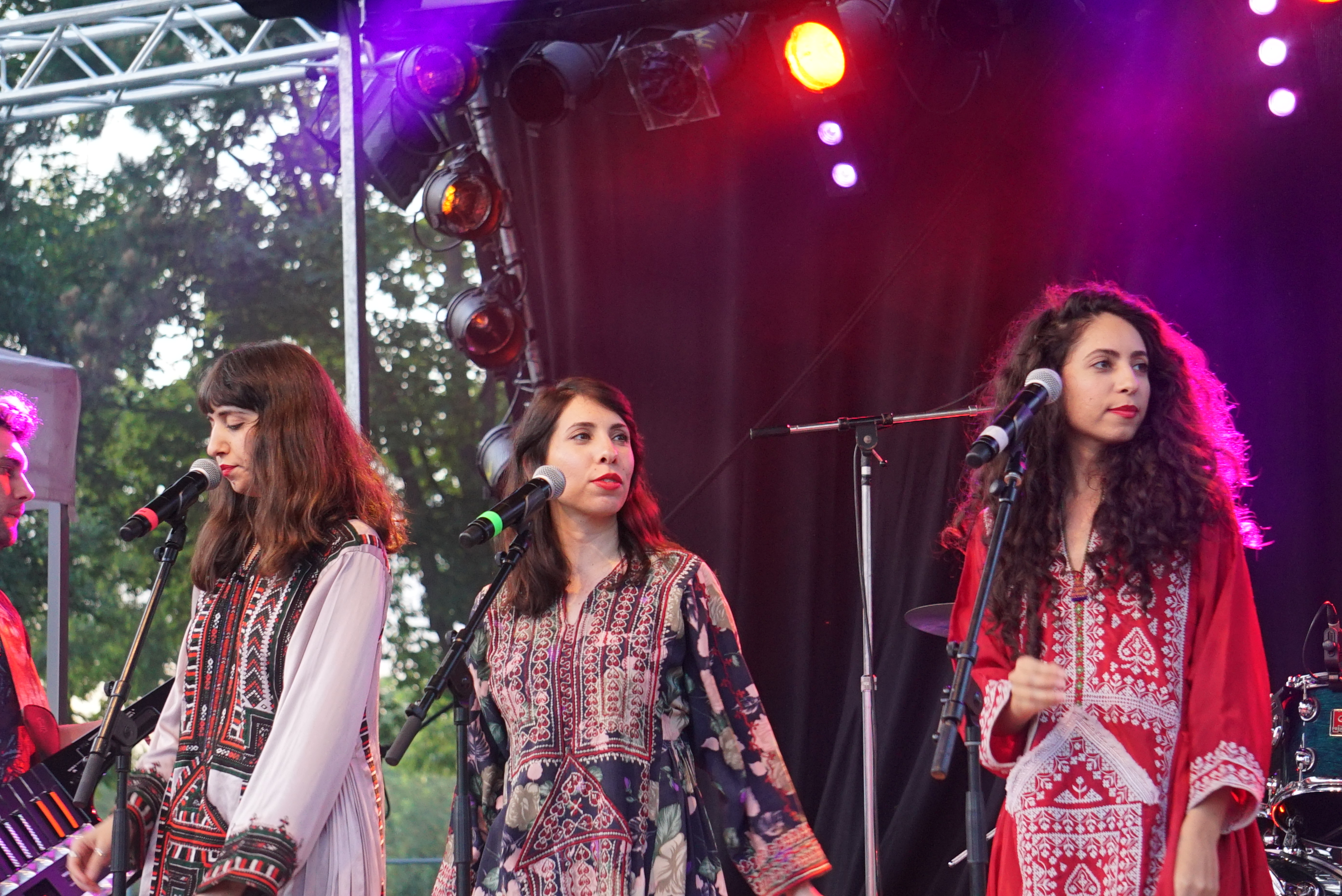
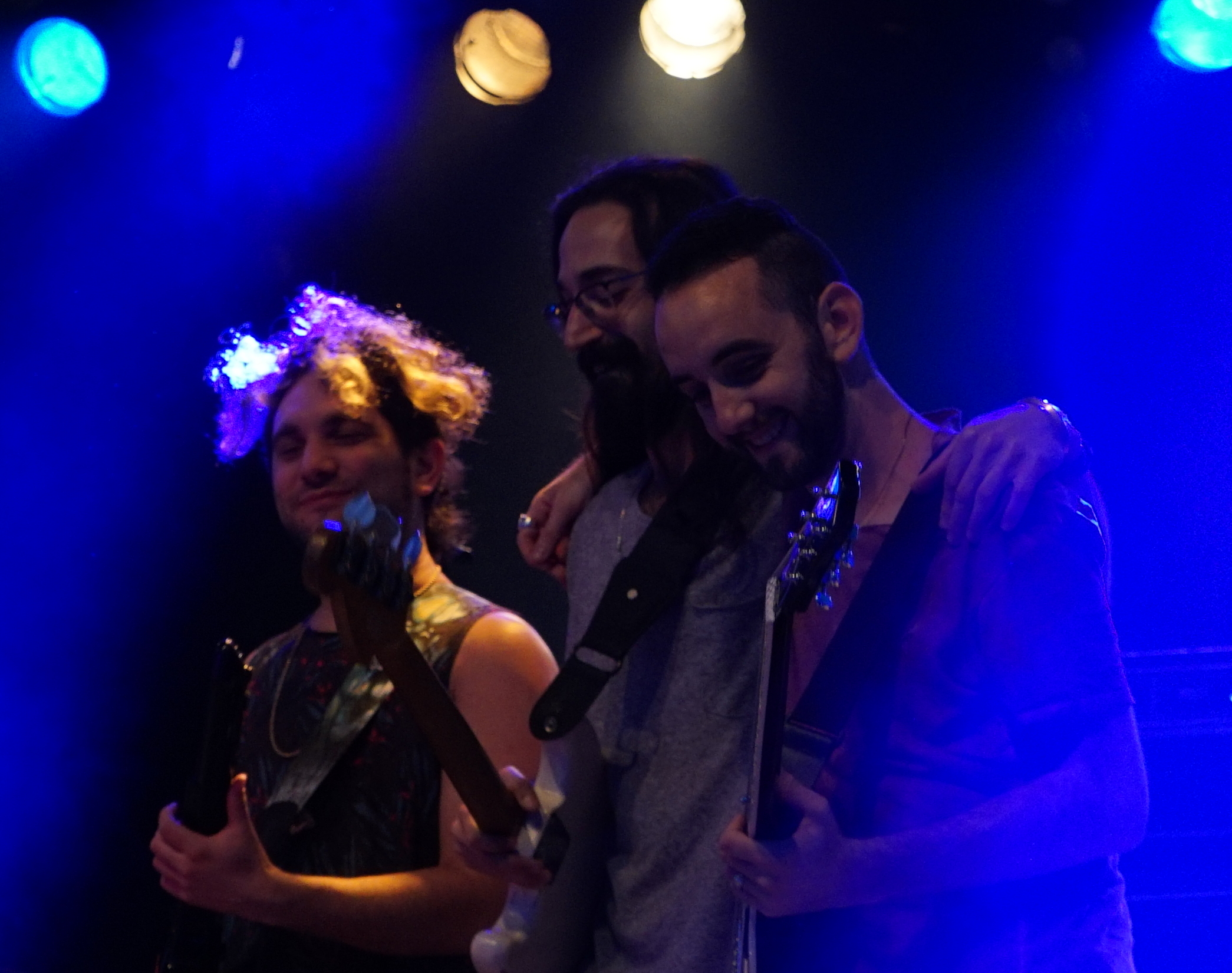

Las hermanas Haim fueron descubiertas por Tomer Yosef, el cantante líder de Balkan Beat Box, a quien enviaron una maqueta de "Habib Galbi", una melodía tradicional yemenita cantada en el dialecto yemenita del judeoárabe. Mostró la maqueta musical a unas cuantas señoras yemenitas de edad, quienes luego de oírles su acento pensaron que realmente eran verdaderas cantantes de Yemen. El vídeo de su primera canción, Habib Galbi, se ha vuelto viral incluso en el mundo musulmán, y especialmente en la tierra ancestral de sus abuelos paternos y Mipsterz a través del mundo, mientras que también pasó a ser la primera canción en árabe en la historia de llegar al Número 1 en las carteleras de la música pop israelí.
Después de culminar su primera gira por Europa y los EE. UU., las hermanas Haim han comenzado a trabajar en su segundo álbum, el cual podría incluir melodías que mezclan árabe e inglés.

## Estilo musical
Durante su niñez,  las hermanas Haim solían escuchar muchas clases diferentes de música, desde música griega, música yemenita, jazz, R&B, hip-hop y reggae hasta rock progresivo, pero su fuente más importante de inspiración ha sido las canciones tradicionales yemenitas en sus la casa de sus abuelos paternos. Su música sigue la misma tendencia que siguió Ofra Haza, su inspiración principal, hace décadas,  mezclando en este caso tradicional música folclórica yemenita con tonadas electrónicas, reggae y hip-hop, el cual ellas llaman "yemenite folk n' beat"

## Discografía
- Habib Galbi (2016)